# Hanau Epe
Hanau Epe (=Dugouhi, Orejons), jedna od dviju glavnih skupina stanovništva s Uskršnjeg otoka. Najpoznatiji su po tome što su imali duga uha, što je tipično nekim indijanskim plemenima Južne Amerike, a Thor Heyerdahla je navelo na ideju da su Dugouhi na Uskršnji otok došli iz Južne Amerike, napisavši o tome problemu knjigu Aku-Aku: the Secret of Easter Island (1958).
Dugouhi su imali crvenu kosu i bijelu kožu, a na otok ih je u kanuima dopeljao Hotu Matu'a. Drugo pleme bilo je tamnoputo i imali su crnu kosu, Polinežani. Postoje dvije priče koje je pleme prvo stiglo, no Dugouhi su u bici bili poraženi. Preživjeli su samo Ororoine (Ororoina), Vai i treći čije ime nije ostalo upamćeno.